# Ahra
Ahra je česká značka silničních závodních motocyklů, vyráběná v Hradci Králové. 
Hlavním konstruktérem byl Václav Rathouský. Vyráběny byly pro třídu do 50 a 125 cm³. Největším úspěchem bylo 5. místo Zbyňka Havrdy ve třídě do 50 cm³ při Grand Prix Československa 1971 v Brně, součásti mistrovství světa. Ve třídě do 50 cm³ byly v domácím mistrovství konkurentem Ahry motocykly Tatran. Kromě konstruktéra a Zbyňka Havrdy s motocykly Ahra závodili i Miloslav Sedlák, Jiří Šafránek, Miroslav Švorc, Vlastimil Grejcar, Karel Rathouský, Jan Barták, Taťána Valová a Michal Stripačuk.